# Rozalia Galiyeva
Rozalia Galiyeva, em russo: Розалия Ильфатовна Галиева, (Kemerovo, 21 de fevereiro de 1974) é uma ex-ginasta russa que competiu em provas de ginástica artística.
Galiyeva, junto as companheiras Svetlana Boginskaya, Tatiana Gutsu, Tatiana Lysenko, Elena Grudneva e Oksana Chusovitina, superou as romenas, lideradas por Lavinia Milosovici e as norte-americanas, para conquistar a medalha de ouro na prova coletiva nas Olimpíadas de Barcelona, em 1992. Quatro anos mais tarde, na edição de Atlanta, foi ainda medalhista olímpica de prata, também por equipes, ao lado de Svetlana Khorkina.
Entre seus outros êxitos da carreira, estão ainda a medalha de ouro por equipes, como representante da ex-União Soviética no Mundial de Indianápolis, a vitória continental nas barras assimétricas e a segunda colocação por equipes, como representante da Rússia, no Europeu de Birmingham, em 1996.